# Pielęgniarstwo psychiatryczne
Pielęgniarstwo psychiatryczne lub zdrowia psychicznego – specjalność pielęgniarstwa skupiająca się na opiece nad osobami w każdym wieku, dotkniętymi chorobami psychicznymi lub zaburzeniami zdrowia psychicznego, takimi jak schizofrenia, choroba afektywna dwubiegunowa, psychoza, depresja lub demencja. Pielęgniarki i pielęgniarze pracujący w tym obszarze przechodzą więcej szkoleń w zakresie terapii psychologicznych, budowania przymierza terapeutycznego, radzenia sobie z trudnymi przejawami zachowań oraz podawania leków psychiatrycznych.

## Relacja terapeutyczna
Podobnie jak inne dziedziny praktyki pielęgniarskiej, pielęgniarstwo zdrowia psychicznego również opiera się na określonych modelach pielęgniarstwa, wykorzystuje plany opieki pielęgniarskiej i stawia sobie za cel całościową troskę o pacjenta. Jednak pielęgniarstwo psychiatryczne szczególny nacisk kładzie na rozwój relacji terapeutycznej, czy też sojuszu terapeutycznego. W praktyce oznacza to, że zadaniem pielęgniarki/pielęgniarza jest angażowanie się w opiekę nad pacjentem na zasadzie pozytywnej współpracy. Umożliwia to pacjentowi dotarcie do wnętrza swojej osobowości, co z kolei może służyć jako wzmocnienie pozostałych sposobów leczenia jakimi objęty jest dany pacjent.
- Aspekty Relacji Terapeutycznej Pielęgniarstwa Psychiatrycznego

Do najważniejszych zadań pielęgniarki psychiatrycznej/pielęgniarza psychiatrycznego należy utrzymywanie pozytywnej relacji terapeutycznej z pacjentem w otoczeniu klinicznym. Fundamentalne założenia opieki zdrowia psychicznego ukierunkowane są na relacje interpersonalne, a także interakcje między specjalistami a odbiorcami ich usług. Opieka nad osobami z zaburzeniami psychicznymi wymaga zarówno wzmożonej obecności personelu jak i chęci niesienia wsparcia. Pielęgniarki o zaawansowanej praktyce, Fiona Dziopa (psycholog, licencjonowana pielęgniarka) oraz Kathy Ahern (doktor pielęgniarstwa, pielęgniarka) zdefiniowały dziewięć kluczowych aspektów zdrowia psychicznego istotnych w praktyce pielęgniarstwa psychiatrycznego. Obejmują one: zrozumienie i empatię, indywidualizm, służenie wsparciem, obecność i dostępność, autentyczność, propagowanie zasad równości, okazywanie szacunku, wyznaczanie wyraźnych granic oraz okazywanie pacjentowi samoświadomości.
- Zrozumienie i empatia

Okazywane przez pielęgniarki i pielęgniarzy psychiatrycznych zrozumienie i empatia wzmacniają w pacjentach poczucie równowagi psychicznej. Zrozumienie jest niezwykle ważne, ponieważ pozwala pacjentowi czuć się kimś ważnym. Pacjenci powinni być zachęcani do wyrażania myśli i okazywania emocji bez poczucia winy, osądów czy lekceważenia. Świadomość bycia ważnym jest bardzo istotna w ustrukturyzowanym społeczeństwie, które niejednokrotnie piętnuje ludzi z zaburzeniami psychicznymi ze względu na ich przypadłość. Wzmacnianie w pacjentach poczucia ważności, pozwala im zbliżyć się do stanu normalności w jakim żyli przed chorobą. W obliczu intensywnych ataków o podłożu osobistym, pielęgniarki i pielęgniarze psychiatryczni powinni starać się zachować w sobie chęć i umiejętność zrozumienia pacjenta. Kwestią kluczowej wagi jest zdolność szybkiego interpretowania negatywnych zachowań i postawienie się w sytuacji pacjenta. Znaczący czynnik stanowi również zaangażowanie, zwłaszcza kiedy pacjenci oczekują od personelu pielęgniarskiego zrozumienia nawet wówczas, gdy sami nie są w stanie werbalizować swoich potrzeb. Dzięki zrozumieniu ze strony pielęgniarki/pielęgniarza psychiatrycznego, szanse pacjenta na poprawę zdrowia oraz efektywność leczenia znacznie rosną. 
- Indywidualizm

Zindywidualizowana opieka staje się bezcenna kiedy personel pielęgniarski musi poznać swoich pacjentów. Aby zbliżyć się do podopiecznych pielęgniarki i pielęgniarze muszą postrzegać ich jako indywidualne jednostki, żyjące także w realiach poza chorobą psychiczną. Jest to warunek konieczny w kreowaniu poczucia własnej wartości osób dotkniętych chorobą oraz szacunku do nich. Aby móc w pełni zaakceptować pacjenta jako odrębną jednostkę, personel psychiatryczny nie powinien kierować się subiektywnymi wartościami, ideologiami czy też wcześniejszym wyobrażeniem na temat osób z zaburzeniami psychicznymi. Natomiast indywidualne potrzeby pacjentów zaspokaja się „naginając” zasady standardowej interwencji i diagnostyki, co, zdaniem pielęgniarskiego personelu psychiatrycznego wymaga interpretacji reguł jednostkowych oraz umiejętności oszacowania ryzyka związanego z odchodzeniem od nich.
- Służenie wsparciem

Do utrzymania pomyślnych relacji terapeutycznych pomiędzy pielęgniarkami/pielęgniarzami oraz pacjentami niezbędne jest pozytywne wsparcie. Istnieje wiele sposobów i rozmaitych metod wspierania pacjentów. Drobne czynności takie jak wspólne zakupy, czytanie prasy czy uczestnictwo w posiłkach, mogą w istotny sposób poprawić jakość niesionej pomocy. Dodatkowo służyć można wsparciem fizycznym, czego odzwierciedleniem jest dotyk. Zdaniem pacjentów drobne gesty, takie jak przytulenie czy położenie dłoni na ramieniu, okazywane wobec nich przez pielęgniarski personel psychiatryczny buduje poczucie więzi. W badaniu Berga i Hallberga, pielęgniarki i pielęgniarze psychiatryczni/ zdrowia psychicznego opisują element relacji zawodowej jakim jest podnoszenie na duchu poprzez trzymanie pacjenta za rękę. Z kolei pacjenci cierpiący na depresję opisuję odczucie ulgi kiedy pielęgniarka/pielęgniarz psychiatryczny ich obejmuje. Dotyk ma na celu pocieszenie i ukojenie pacjentów, naturalnie tych którzy chcą korzystać z tego typu doznań i dzielić się swoimi emocjami z personelem pielęgniarskim.
- Obecność i dostępność

W celu zapewnienia pacjentom większego komfortu, personel medyczny powinien być bardziej dostępny, a tym samym bardziej otwarty na różnorodne poziomy relacji interpersonalnych. Tego typu relacje osobiste nie tylko podnoszą pacjentów na duchu, ale także gwarantują dyskrecję. Poświęcanie czasu pacjentom i spędzanie go w sposób wartościowy przynosi ogromne korzyści. Dzięki temu, że personel jest dla nich dostępny przez określony czas, pacjenci otwierają się i ujawniają zdarzenia z życia osobistego, co z kolei pozwala pielęgniarkom/ pielęgniarzom psychiatrycznym lepiej zrozumieć każdą z opowiadanych im historii. Dzięki temu personel medyczny jest w stanie zachować bezstronność i wyzbyć się uprzedzeń. Połączenie obecności i dostępności umożliwia budowanie relacji empirycznych, które w następstwie mogą tłumić negatywne emocje jakich doświadczają pacjenci. 
- Autentyczność

Szczerość i autentyczność powinny wynikać z wewnętrznych przekonań i być okazywane przez personel pielęgniarski w sposób niewymuszony. Szczerość, naturalność i autentyczność pielęgniarzy i pielęgniarek opiekujących się pacjentami z dysfunkcjami o podłożu psychiatrycznym to podstawa udanej interakcji. W swoim artykule na temat newralgicznych aspektów relacji terapeutycznej Welch podkreśla istotę postępowania przez psychiatryczny personel pielęgniarski w zgodzie ze swoimi wartościami i przekonaniami. Zgodnie z ową koncepcją także O’brien stwierdza, że o autentyczności decyduje konsekwencja i wiarygodność zarówno w zakresie punktualności jak i cech charakteru. Schafer i Peternelj-Taylor natomiast uważają, że o autentyczności pielęgniarek i pielęgniarzy psychiatrycznych decyduje poziom spójności między przejawianymi przez nich zachowaniami werbalnymi a niewerbalnymi. Podobnie zdaniem Scanlona autentyczność wyraża się poprzez realizację zamierzonych zadań. Dzielenie się przez personel pielęgniarski informacjami na swój temat, czyli chociażby opowiadanie o swoich doświadczeniach życiowych, stanowi kluczowy element otwartości i uczciwości. Jest to również niezwykle istoty czynnik dla rozwoju związku terapeutycznego, ponieważ z miarę zacieśniania się relacji z personelem pacjenci stają się niechętni do udzielania informacji jeżeli odnoszą wrażenie, że relacja ta jest zbyt jednostronna. Wielu autorów jest zdania, że prawdziwe emocje, takie jak płacz, szczera reakcja oraz bezpośrednia rozmowa ułatwiają nawiązywanie i podtrzymywanie uczciwej i otwartej relacji terapeutycznej. Przyjaźń nawiązana w ramach relacji terapeutycznej różni się jednak od przyjaźni zawieranych w typowo społecznych realiach, ponieważ ta pierwsza ma charakter asymetryczny. Podstawowe pojęcie autentyczności skupia się na byciu wiernym swoim własnym wypowiedziom. Pielęgniarki i pielęgniarze, których słowa nie idą w parze z czynami, nie zaskarbią sobie zaufania pacjentów.
- Propagowanie równości

Do zbudowania pomyślnej relacji terapeutycznej niezbędne jest ugruntowanie pozytywnej współzależności pomiędzy pielęgniarką/pielęgniarzem a pacjentem. Kreowanie wizerunku pacjenta, który uwłacza jego pozycji w otoczeniu klinicznym zaburza bowiem sojusz terapeutyczny. Podczas gdy pacjenci do wyzdrowienia potrzebują wsparcia pielęgniarskiego personelu psychiatrycznego, ta druga grupa potrzebuje swoich podopiecznych, aby móc rozwijać swoje umiejętności i wzbogacać doświadczenie. Pielęgniarski personel psychiatryczny ma przede wszystkim odgrywać rolę członka zespołu lub osoby ułatwiającej przebieg relacji, a nie rolę lidera. Wspierając w pacjentach poczucie kontroli i zaangażowania, pielęgniarki i pielęgniarze psychiatryczni wzmacniają także ich poczucie niezależności. Dążenie do samodzielnej kontroli określonych sytuacji nie powinno zatem leżeć w naturze personelu pielęgniarskiego. Interakcje oparte na równych zasadach budowane są wówczas, kiedy pielęgniarki i pielęgniarze psychiatryczni rozmawiają ze swoimi podopiecznymi w cztery oczy. Uczestnictwo w czynnościach, które nie stawiają danej osoby w pozycji dominującej wobec innych, takich jak omawianie podobnych zainteresowań czy wspólne jedzenie lunchu, zachowuje pożądany balans w relacji profesjonalista - pacjent. Tego typu podłoże relacji może ponadto stworzyć „iluzję wyboru”, dając pacjentowi pewnego rodzaju opcje, nawet jeżeli są one ograniczone lub przypisane wyłącznie do danej zamkniętej struktury. 
- Okazywanie szacunku

Aby rozwijać wysokiej jakości relacje terapeutyczne, pielęgniarski personel psychiatryczny powinien sprawić by pacjenci czuli się ważni i szanowani. Do okazywania szacunku i wykształcenia w chorych wartościowego i godnego uwagi wizerunku ich samych, niezbędna jest akceptacja ich wad i przewinień, a także problemów z jakimi się oni zmagają. 
- Wyznaczanie wyraźnych granic

Granice są bardzo istotne zarówno dla dobra podopiecznych jak i pielęgniarek/pielęgniarzy psychiatrycznych/ zdrowia psychicznego, ponieważ pozwalają podtrzymywać funkcjonalną relację terapeutyczną. Wyznaczanie granic stanowi swego rodzaju barierę, która chroni pacjenta przed przejawami krępujących zachowań i daje mu poczucie samokontroli i bezpieczeństwa. Wyznaczanie granic jest pomocne również dla personelu psychiatrycznego, ponieważ technika ta, poprzez ochronę stabilności osobistej jednostki zapobiega „wypaleniu”; ugruntowując tym samym wysokiej jakości relacje międzyludzkie.
- Okazywanie samoświadomości

Pielęgniarki i pielęgniarze psychiatryczni powinni dostrzegać własne słabości, aby rozwijać się zawodowo. Niezbędna wiedza w zakresie humanistycznych, podstawowych ludzkich wartości oraz znajomość samego siebie pogłębia zrozumienie własnej osobowości. [19] Różnorodność typów osobowości wpływa na sposób w jaki personel psychiatryczny reaguje na zachowania podopiecznych. Zatem im większą samoświadomość wykazuje personel, tym większa jest jego wiedza na temat odpowiedniego podejścia do pacjenta. Zdolności interpersonalne niezbędne do budowania więzi z podopiecznymi są nabywane poprzez uczenie się o sobie samym. Stwierdzono, że kontrola kliniczna umożliwia pielęgniarkom i pielęgniarzom refleksję nad ich relacjami z pacjentami oraz wspiera doskonalenie własnych umiejętności klinicznych oraz odbudowywanie skomplikowanych relacji. Ponadto przemyślenia i uwagi wyrażane przez personel psychiatryczny w ramach kontroli klinicznej pomocne są w kształtowaniu ich samoświadomości. 

## Historia
Historia psychiatrii i pielęgniarstwa psychiatrycznego, mimo że w znacznym stopniu niespójna, sięga już czasów starożytnych myślicieli. Marcus Tullius Cicero jako pierwszy stworzył kwestionariusz przeznaczony dla osób zaburzonych psychicznie wykorzystując do tego celu dane biograficzne ułatwiające ustalenie odpowiedniego trybu leczenia i opieki psychologicznej. 
Pierwsze znane ośrodki psychiatryczne powstały w VIII wieku na Bliskim Wschodzie. W celu stawiania diagnozy i określania sposobu leczenia średniowieczni muzułmańscy lekarze oraz ich personel opierali się na obserwacjach klinicznych. 
W trzynastym wieku w średniowiecznej Europie szpitale psychiatryczne były budowane po to, aby zapewniać dach na głową osobom chorym psychicznie. Nie było tam jednak żadnych pielęgniarek ani pielęgniarzy służących pomocą, a samo leczenie również zapewniane było sporadycznie. Obiekty tego typu pełniły raczej funkcję zakwaterowania dla psychicznie chorych. 
W czasach apogeum chrześcijaństwa w Europie, w szpitalach dla osób z zaburzeniami psychicznymi wierzono w uzdrawiającą moc interwencji religijnych. Osoby psychicznie chore łączono w pary z ich „duchowymi przyjaciółmi”, co miało pomagać im ponownie zjednoczyć się ze społeczeństwem. Nadrzędnym zadaniem owych towarzyszy było oferowanie przyjaznej pomocy osobom zaburzonym oraz budowanie z nimi bliskich relacji duchowych. Obecnie, funkcję takich duchowych przyjaciół przypisuje się pierwszym współczesnym pielęgniarkom i pielęgniarzom psychiatrycznym.
W erze kolonialnej w Stanach Zjednoczonych niektórzy osadnicy wdrażali praktyki pielęgniarskie w obrębie danej społeczności. Jednostki zaburzone psychicznie, które uznane zostały za groźne dla otoczenia, wtrącane były do więzienia lub zamykane w klatkach, gdzie pozostawały pod opieką i na utrzymaniu opiekunów środowiskowych. Bardziej zamożni osadnicy przetrzymywali swoich psychicznie chorych krewnych na strychach lub w piwnicach, a do opieki nad nimi zatrudniali opiekunów środowiskowych lub personel pielęgniarski. W innych społecznościach, chorzy psychicznie byli sprzedawani na licytacjach jako niewolnicy do prac fizycznych. Innych chorych zmuszano natomiast do opuszczania miasta. W miarę wzrostu liczebnego populacji osadniczych, nieformalne formy opieki społecznej zaczęły zawodzić, a w ich miejsce zaczęto zakładać niewielkie placówki. 
W 1752 roku w szpitalu Pennsylvania Hospital otwarty został pierwszy „oddział szpitalny dla obłąkanych”, który podjął próbę leczenia psychicznie chorych. Personel wykorzystywał tam najnowocześniejsze w owym czasie techniki, takie jak: przeczyszczanie, upuszczenia krwi, oparzenia skóry czy terapia szokowa. Ogólnie, personel opiekujący się chorymi w przytułkach wyznawał zasadę traktowania ich z szacunkiem. Wierzono, że jeżeli pacjenci traktowani będą jak ludzie rozsądni, tak właśnie będą postępować; jeżeli natomiast obdarzy się ich zaufaniem, wówczas rzadko będą go nadużywać.
Lata dziewięćdziesiąte osiemnastego wieku to początki moralnego podejścia do leczenia osób z zaburzeniami psychicznymi. Koncepcja bezpiecznego azylu, zaproponowana przez Phillipe’a Pinela oraz Williama Tuke’a, oferowała ochronę i opiekę w zakładach przeznaczonych dla pacjentów, którzy wcześniej padli ofiarą nadużyć lub niewolnictwa. W Stanach Zjednoczonych, Dorothea Dix przyczyniła się do otwarcia 32 stanowych przytułków sprawujących wysokiej jakości opiekę nad osobami chorymi. Dix odpowiadała również za zespół Pielęgniarzy Armii Unii, zajmujący się zarówno żołnierzami Unii jak i Konfederacji w czasie amerykańskiej wojny secesyjnej. Mimo że ruch ten był niezwykle obiecujący, personelowi, pielęgniarzom i pielęgniarkom często zarzucano nadużycia oraz zaniedbania wobec pacjentów, a także próby izolowania ich od rodzin.
Oficjalne uznanie psychiatrii jako nowoczesnej i usankcjonowanej dziedziny medycyny nastąpiło w roku 1808. W Europie, jednym z głównych orędowników pielęgniarstwa psychiatrycznego, jako formy wsparcia lekarzy psychiatrów, był Dr. William Ellis. To właśnie on wystąpił z propozycją większych wynagrodzeń dla „opiekunów osób chorych psychicznie”, a także prowadzenia odpowiednich szkoleń, które przyciągałyby do tego zawodu godnych szacunku i inteligentnych ludzi. W swojej rozprawie o zdrowiu psychicznym z 1836 zatytułowanej Treatise on Insanity (Traktat o niepoczytalności) Ellis otwarcie twierdzi, że ugruntowana praktyka pielęgniarska działa uspokajająco na pacjentów z depresją i przywraca nadzieję osobom, które ją utraciły. Mimo to pielęgniarstwo psychiatryczne nie zostało w Stanach Zjednoczonych sformalizowane aż do roku 1882, kiedy to Linda Richards założyła uczelnię wyższą Boston City College. Był to pierwszy ośrodek edukacyjny, który powstał specjalnie z myślą o szkoleniach dla pielęgniarzy i pielęgniarek pracujących w obszarze opieki psychiatrycznej. Rozbieżność pomiędzy ugruntowaniem się psychiatrii jako dziedziny nauki a uznaniem roli przeszkolonego personelu pielęgniarskiego w tej sferze medycznej w dużej mierze wynikało z dziewiętnastowiecznego podejścia, które wyraźnie sprzeciwiało się szkoleniu kobiet do pracy w obszarze medycyny.
W 1913 roku Uniwersytet im. Johna Hopkinsa był pierwszą uczelnią o profilu pielęgniarskim, której ogólny program nauczania obejmował szkolenie z zakresu pielęgniarstwa psychiatrycznego. Pierwszy podręcznik do nauki pielęgniarstwa psychiatrycznego zatytułowany Nursing Mental Diseases (Pielęgniarstwo Chorób Psychicznych) autorstwa Harriet Bailey opublikowany został jednak dopiero w 1920 roku. Z kolei w roku 1950 krajowa liga pielęgniarstwa (National League for Nursing) nałożyła na wszystkie szkoły pielęgniarskie obowiązek uwzględnienia doświadczenia klinicznego w zakresie psychiatrii jako warunek uzyskania krajowej akredytacji. Pierwsze pielęgniarki psychiatryczne pracowały w bardzo trudnych warunkach. Przeludnienie, niewystarczająca liczba personelu oraz niedostateczne zasoby sprawiały, że długotrwała opieka musiała być świadczona niemal nieustannie. Dodatkowym utrudnieniem była rosnąca liczba pacjentów, która do końca XIX wieku wzrosła drastycznie. W rezultacie, związki zawodowe wzmogły starania o lepsze płace i krótszy wymiar czasu pracy. Zakładano też wielkie przytułki, które były w stanie przyjąć pod opiekę niezliczone rzesze chorych, jak na przykład słynny ośrodek psychiatryczny Kings Park Psychiatric Center na Long Island, Nowy Jork. W szczytowym okresie, w latach pięćdziesiątych dwudziestego wieku, odnotowano tam ponad 33 000 pacjentów, przez co ośrodek potrzebował nawet własnej elektrowni. Pielęgniarze i pielęgniarki niejednokrotnie określani byli mianem „towarzyszy”, co miało podkreślić bardziej humanitarne podejście do opieki. W tym okresie personel zajmował się głównie utrzymywaniem obiektu w czystości oraz zaprowadzaniem porządku w relacjach między pacjentami. Wykonywano także polecenia lekarzy.
W 1963 roku, na mocy wspólnotowej ustawy o zdrowiu psychicznym (Community Mental Health Act), prezydent John F. Kennedy przyspieszył trend zmierzający do deinstytucjonalizacji. Z racji coraz szerszej dostępności leków psychiatrycznych pozwalających chorym prowadzić niezależne życie oraz wysokich kosztów utrzymania przytułków zaczęto zamykać wiele instytucji psychiatrycznych. Opieka pielęgniarska stała się dzięki temu bardziej osobista i holistyczna. W latach sześćdziesiątych dwudziestego wieku zakres obowiązków pełnionych przez pielęgniarki i pielęgniarzy rozszerzył się, dzięki czemu można było także rozwinąć zakres usług ambulatoryjnych o pomoc psychologiczną, konsultacje, wypisywanie recept, a także diagnozowanie i leczenie chorób psychicznych.
Pierwszy rozbudowany standard opieki został stworzony przez dział psychiatryczny Amerykańskiego Stowarzyszenia Pielęgniarek (ANA) w roku 1973. Standard ten określał zakres obowiązków pielęgniarek i pielęgniarzy oraz oczekiwań wobec jakości świadczonych przez nich usług.

## Diagnostyka
Pojęcie zdrowia psychicznego obejmuje szeroki zakres informacji na temat danej osoby, w tym samopoczucie, sposób zachowania oraz funkcjonowania. Ten pojedynczy aspekt osobowości nie może być zmierzony lub w prosty sposób odnotowany, daje jednak możliwość wykreowania globalnego obrazu poprzez zebranie informacji zarówno subiektywnych jak i obiektywnych, które następnie służą głębszej analizie rzeczywistego stanu zdrowia psychicznego oraz samopoczucia danej osoby. Poniżej znajduje się kilka wytycznych, które warto wziąć pod uwagę przy identyfikacji stanu zdrowia psychicznego pacjenta, planowaniu interwencji i tworzeniu całościowej oceny zdrowia psychicznego dla specjalizacji pielęgniarskiej:
- Czy pacjent śpi wystarczającą liczbę godzin w niezaburzonym cyklu snu?
- Czy pacjent przejawia brak zainteresowania komunikacją z innymi ludźmi?
- Czy pacjent odżywia się odpowiednio i zachowuje odpowiedni poziom odżywienia?
- Czy pacjent potrafi wykonać codzienne czynności życiowe (kąpiel, ubieranie się, toaleta)?
- Czy pacjent wnosi coś do społeczeństwa i potrafi utrzymać się przy zatrudnieniu?
- Czy pacjent posiada umiejętność wnioskowania?
- Czy w odniesieniu do pacjenta nawracający problem stanowi bezpieczeństwo?
- Czy pacjent często podejmuje decyzje rzutujące na jego własne bezpieczeństwo lub bezpieczeństwo innych?
- Czy pacjent przejawia trudności w zapamiętywaniu lub rozpoznawaniu?

## Interwencje
Interwencje pielęgniarskie można podzielić na następujące kategorie:
Interwencje fizyczne i biologiczne
- Leki psychiatryczne

Leki psychiatryczne stanowią bardzo często stosowaną interwencję. Wielu pielęgniarzy i wiele pielęgniarek zajmujących się osobami z zaburzeniami zdrowia psychicznego podaje pacjentom leki zarówno w formie doustnej (np. tabletki lub płyny) jak i w postaci zastrzyków domięśniowych. Wykwalifikowany dyplomowany personel pielęgniarski w niektórych krajach na świecie może wypisywać recepty na leki. Zajmuje się także obserwacją potencjalnych efektów ubocznych stosowania danych leków, a wykorzystując diagnostykę podejmuje działania w zakresie odpowiedniego trybu leczenia. Ponadto personel pielęgniarski udziela informacji na temat leków, aby pacjenci mający taką możliwość mogli świadomie podejmować decyzje dotyczące sposobu ich leczenia, posiłkując się najlepszą dostępną wiedzą zaczerpniętą z dokumentacji medycznej. 
- Terapia elektrowstrząsami

Pielęgniarki i pielęgniarze psychiatryczni niejednokrotnie angażowani są w leczenie terapią elektrowstrząsami (z ang. ECT). Asystują oni przy przygotowaniu tejże terapii oraz procesie rekonwalescencji pacjenta, u którego ją zastosowano (uwzględnia to także podawanie znieczulenia). Terapie elektrowstrząsami stosowane są w bardzo niewielkiej liczbie przypadków i tylko wówczas, gdy wyczerpane zostaną wszystkie inne metody leczenia. W przybliżeniu 85% osób, u których stosuje się terapię ECT cierpi na poważną depresję będącą wskazaniem do tego typu leczenia. Pozostali pacjenci zmagają się z innymi zaburzeniami psychicznymi, takimi jak choroby schizoafektywne, mania lub schizofrenia.
- Opieka fizyczna

Podobnie jak personel pielęgniarski innej specjalności, pielęgniarze i pielęgniarki zajmujący się osobami z zaburzeniami zdrowia psychicznego interweniują w zakresie potrzeb fizycznych pacjentów. Ma to na celu zagwarantowanie odpowiedniego poziomu higieny osobistej, odżywienia, snu itp. chorych. Personel zajmuje się również wszelkimi niedogodnościami związanymi z zachwianiem powyższych sfer życiowych. 
Interwencje psychospołeczne
Interwencje psychospołeczne są stosowane przez personel pielęgniarski w otoczeniu klinicznym w coraz szerszym zakresie. Zaliczają się do nich interwencje psychoterapeutyczne takie jak terapia kognitywno-behawioralna, terapia rodzinna. W węższym zakresie stosuje się interwencje takie jak terapia środowiskowa lub podejście psychodynamiczne. Terapie tego typu mogą być zastosowane do szerokiej gamy problemów, jak chociażby psychozy, depresja czy stany lękowe. Pielęgniarki i pielęgniarze pracują z podopiecznymi przez wyznaczony okres i stosują określone metody psychologiczne. Ma to na celu zaznajomienie chorych z technikami, które mogą oni potem wykorzystać w toku rekonwalescencji lub w celu radzenia sobie z potencjalnymi sytuacjami kryzysowymi związanymi z ich zdrowiem psychicznym w przyszłości. W praktyce interwencje te stosowane są w połączeniu z lekami psychiatrycznymi. Interwencje psychospołeczne bazują na praktyce popartej materiałami dowodowymi, dlatego też techniki te często kierują się ustalonymi wytycznymi odnoszącymi się do wcześniejszych skutecznych działań w zakresie badań pielęgniarskich. Pojawiają się jednak opinie krytyczne, zgodnie z którymi [28] praktyka dowodowa skupia się głównie na badaniach ilościowych, a powinna odzwierciedlać również podejście jakościowe, które stawia sobie za cel interpretację ludzkich doświadczeń.
- Interwencje duchowe

Podstawą tego podejścia jest traktowanie choroby psychicznej lub dolegliwości na tym podłożu jako kryzysu duchowego. Interwencje duchowe koncentrują się na rozwijaniu w danej osobie poczucia sensu, celu i nadziei w doświadczeniu życiowym, które jest aktualnie jej udziałem. [29] Interwencje duchowe polegają na wysłuchaniu historii i przeżyć pacjentów oraz wspieraniu ich w nawiązaniu kontaktu z Bogiem lub siłą wyższą, na przykład poprzez medytację lub modlitwę. Doświadczenie to może mieć charakter religijny, bądź świecki, zależnie od indywidualnych potrzeb duchowych jednostki. Interwencje duchowe, podobnie jak psychospołeczne, podkreślają istotę zaangażowania, jednakże te pierwsze skupiają się raczej na trosce i „byciu” z pacjentem w czasie kryzysu, a nie na podejmowaniu interwencji i próbach „naprawiania” problemu. Interwencje duchowe opierają się zazwyczaj na badaniach jakościowych i mają pewne cechy wspólne z humanistycznym podejściem do psychoterapii.

## Organizacja opieki zdrowia psychicznego
Pielęgniarki i pielęgniarze zajmujący się osobami z zaburzeniami na tle psychicznym pracują w różnorodnych szpitalach i placówkach środowiskowych.
Ogólnie, chorzy, którzy doświadczają kryzysu – co oznacza, że stanowią bezpośrednie zagrożenie dla samych siebie lub otoczenia – są kierowani do szpitala. Istnieje również możliwość hospitalizacji na okres krótszego intensywnego leczenia lub opiekę doraźną. Mimo zmian w polityce zdrowia psychicznego w wielu krajach, które zdecydowały się zlikwidować szpitale psychiatryczne, oraz znacznego skrócenia czasu hospitalizacji pacjentów, w szpitalach nadal pracuje wielu pielęgniarzy i wiele pielęgniarek. 
Pielęgniarki Środowiskowe/pielęgniarze środowiskowi specjalizujący się w zdrowiu psychicznym opiekują się chorymi w ich domach (zarządzanie przypadkami) i często podkreślają ogromne znaczenie działań propagujących zdrowie psychiczne. Pracują oni również w ośrodkach rehabilitacyjnych, w których pacjenci powracają do zdrowia po epizodach kryzysowych, i których celem jest włączenie ich do społeczeństwa oraz powrót do niezależnego funkcjonowania. Pielęgniarki i pielęgniarze tej specjalności często określani są mianem środowiskowych pielęgniarek/pielęgniarzy psychiatrycznych (zachowano pojęcie psychiatryczny, jednakże jest ono stopniowo zastępowane określeniem Środowiskowej Pielęgniarki/Środowiskowego Pielęgniarza Zdrowia Psychicznego (Community Mental Health Nurse lub CMHN)).
Pielęgniarze i pielęgniarki zdrowia psychicznego pracują także w psychiatrii sądowej głównie z osobami, które zmagają się z problemami psychicznymi i dopuściły się przestępstw. Sądowy personel pielęgniarski do spraw zdrowia psychicznego pracuje w więzieniach dla dorosłych, w ośrodkach dla młodocianych przestępców, szpitalach o średnim i wysokim stopniu ochrony. Nierzadko też zajmuje się osobami, które wyszły z więzienia lub ze szpitala i wymagają stałego wsparcia psychologicznego. 
Osoby bardziej zaawansowane wiekowo, bardziej narażone na demencję, zazwyczaj leczone w izolacji od ludzi młodych. Tak zwane Admiral Nurses to wyspecjalizowany personel pielęgniarski zajmujący się osobami cierpiącymi na demencję. Pielęgniarze i pielęgniarki tej specjalizacji pracują w danej społeczności, z rodzinami, opiekunami i innymi osobami służącymi wsparciem dla osób z demencją. Model pielęgniarstwa tej przypadłości powstał w wyniku doświadczeń opiekunów rodzinnych. Nadrzędna rola tego typu pielęgniarzy i pielęgniarek to współpraca z opiekunami rodzinnymi. Ponadto personel ten udziela praktycznych porad, wsparcia emocjonalnego i informacji; wykorzystuje swoje umiejętności, przekazuje wiedzę i organizuje szkolenia z zakresu opieki nad osobami z demencją. Nierzadko też świadczy usługi konsultingowe dla profesjonalistów pracujących z osobami cierpiącymi na demencję oraz promuje najlepsze praktyki skupiające się na leczeniu konkretnej jednostki dotkniętej demencją. 
Pielęgniarze i pielęgniarki zdrowia psychicznego mogą również specjalizować się w obszarach takich jak rehabilitacja osób uzależnionych od alkoholu i narkotyków lub zdrowie psychiczne dzieci i młodzieży.

## Polska, Wielka Brytania, Irlandia, Stany Zjednoczone i Kanada
- Polska

Specjalistką w dziedzinie pielęgniarstwa psychiatrycznego zostaje w Polsce dyplomowana pielęgniarka, która ukończyła kurs specjalizacyjny (trwający od 18 do 24 miesięcy) zakończony egzaminem państwowym. Krótsza forma kształcenia podyplomowego to kurs kwalifikacyjny (nie może być on krótszy niż 3 miesiące i nie dłuższy niż 6 miesięcy). Ukończenie kursu lub specjalizacji skutkuje pozyskaniem kwalifikacji do udzielania określonych świadczeń zdrowotnych wchodzących w zakres danej dziedziny pielęgniarstwa lub dziedziny mającej zastosowanie w ochronie zdrowia.
- Kanada

Dyplomowana pielęgniarka psychiatryczna/dyplomowany pielęgniarz psychiatryczny to we wszystkich czterech zachodnich prowincjach odrębna specjalizacja. Pielęgniarze i pielęgniarki tej specjalności określani są skrótowo jako „RPN” (z ang. registered psychiatric nurse). We Wschodniej Kanadzie stosowany jest amerykański model pielęgniarstwa psychiatrycznego. 
- Irlandia

W Irlandii, pielęgniarze i pielęgniarki zdrowia psychicznego przechodzą czteroletni program kończący się uzyskaniem dyplomu uniwersyteckiego. Osoby kształcące się na kursach zawodowych, chcące podnieść swój status edukacyjny, mogą robić także kursy podyplomowe i uzyskać bardziej specjalistyczny dyplom akademicki.
- Wielka Brytania

W Wielkiej Brytanii i Irlandii pojęcie pielęgniarka psychiatryczna/pielęgniarz psychiatryczny zostało w znacznej mierze zastąpione terminem pielęgniarka/pielęgniarz zdrowia psychicznego. Personel pielęgniarski zdrowia psychicznego, podobnie jak personel pielęgniarski innych specjalności, przechodzi 3-4 letni program szkoleniowy, kończący się uzyskaniem dyplomu szkoły zawodowej lub wyższej uczelni. Tutaj jednak większa część szkolenia koncentruje się na opiece nad pacjentami z problemami o podłożu psychicznym. 
- Stany Zjednoczone

W Ameryce Północnej wyróżnić można trzy stopnie pielęgniarstwa psychiatrycznego.
- Licencjonowana pielęgniarka studium zawodowego (w niektórych stanach licencjonowana pielęgniarka ogólna) i licencjonowany technik psychiatrii – personel ten ma uprawnienia do wydawania leków i asystowania przy zbieraniu danych dotyczących pacjentów z zaburzeniami zdrowia psychicznego.
- Pielęgniarka dyplomowana lub dyplomowana pielęgniarka psychiatryczna - ma większy zakres zadań praktycznych i może świadczyć inne usługi terapeutyczne, takie jak doradztwo lub terapia środowiskowa.
- Pielęgniarka dyplomowana w zakresie zaawansowanej praktyki pielęgniarskiej (skrót APRN z ang. advanced practice registered nurse) - albo pracuje jako pielęgniarka ze specjalizacją kliniczną albo jako pielęgniarka dyplomowana po uzyskaniu tytułu magistra w dziedzinie pielęgniarstwa psychiatrycznego-zdrowia psychicznego. Pielęgniarstwo psychiatryczne-zdrowia psychicznego (skrót PMHN z ang. psychiatric-mental health nursing) jest specjalnością pielęgniarstwa. Program nauczania na poziomie magisterskim obejmuje specjalistyczną praktykę. Pielęgniarze i pielęgniarki o wykształceni zaawansowanym prowadzą ewaluację, diagnostykę i leczą jednostki lub rodziny z problemami/zaburzeniami o podłożu psychiatrycznym lub potencjalnie narażone na tego typu problemy. Ponadto, personel ten wykonuje czynności standardowo wchodzące w skład podstawowego zakresu opieki. [31] I tak, świadczy szeroki zakres usług podstawowej psychiatrycznej opieki zdrowotnej w ramach spotkań indywidualnych, rodzinnych, grupowych i ogólnospołecznych; funkcjonuje jako psychoterapeuci, dydaktycy, konsultanci, zaawansowany personel prowadzący oraz administratorzy. W wielu stanach pielęgniarki i pielęgniarze w stopniu zaawansowanym mają upoważnienie do wypisywania leków. Mając kwalifikacje do samodzielnej praktyki, zaawansowany personel psychiatryczny-zdrowia psychicznego zapewnia bezpośrednie usługi opiekuńcze w różnorodnym otoczeniu np. w ośrodkach zdrowia psychicznego, programach zdrowia psychicznego skierowanych do określonej społeczności, w domach, biurach, w ramach organizacji oferujących ubezpieczenie zdrowotne (HMO) itp.

Pielęgniarki/pielęgniarze psychiatryczni z tytułem doktora (Doktor PhD, Doktor Nauk Medycznych w zakresie Pielęgniarstwa DNSc, Doktor Edukacji EdD) bardzo często pracują w placówkach medycznych, zajmują się nauczaniem, prowadzą badania lub pełnią funkcje administratorów w szpitalach, agencjach lub szkołach pielęgniarstwa.